# Фолькванг
Фо́лькванг (Поле людей или Поле армии; др.-сканд. Fólkvangr) — луг или поле, которым правит богиня Фрейя, куда отправляется половина павших в бою, в то время, как другая половина отправляется в Вальхаллу к Одину. Фолькванг был упомянут в «Старшей Эдде» и «Младшей Эдде», которые были составлены в XIII веке. Согласно «Младшей Эдде», там находился главный зал Фрейи Сессрумнир (Sessrúmnir).

## Упоминания
В одном из стихотворений «Речи Гримнира» «Старшей Эдды» Один (замаскированный, или под именем Гримнир) рассказывает молодому Агнару, что Фрейя выделяет места для одной половины умерших в Фолькванге, в то время как Один отправляет вторую половину в Вальхаллу:
Отрывок из Речи Гримнира (перевод А. И. Корсуна):
 
Фолькванг — девятый,
там Фрейя решает,
где сядут герои;
поровну воинов,
в битвах погибших,
с Одином делит.

## В современном мире
В начале XX века Карл Эрнст Остхаус разработал «Folkwang-Gedanke» или «Folkwang-Konzept», по которому искусство и жизнь можно согласовать. По этой концепции были основаны несколько культурных учреждений с использованием имени Folkwang (немецкое написание Fólkvangr). К этим учреждениям относятся Музей Фолькванг в Эссене (открыт в 1902 году) и Университет искусств Фолькванг (функционирует до настоящего времени).